# Declaración sobre la eliminación de todas las formas de discriminación racial
La Declaración sobre la eliminación de todas las formas de discriminación racial es una declaración internacional realizada por la Organización de las Naciones Unidas y proclamada por la Asamblea General de las Naciones Unidas el 20 de noviembre de 1963, en el cual se unifican criterios y establecen normas para proteger y garantizar la no discriminación, exclusión, restricción o preferencia por raza, color, origen nacional o étnico.
La declaración Internacional sobre la eliminación de todas las formas de discriminación racial fue un antecedente de gran importancia para la aprobación de la Convención internacional sobre la eliminación de todas las formas de discriminación racial, firmada en 1965, que entrara en vigor en 1969, luego del proceso de ratificaciones.